# Distributed Computing Environment
Il Distributed Computing Environment è un ambiente di calcolo distribuito sviluppato nei primi anni novanta dal consorzio Open Software Foundation che fornisce un framework per lo sviluppo di applicazioni  client/server. Il framework comprende un meccanismo per la chiamata di procedura remota nota come DCE/RPC, un servizio di directory naming, un servizio di sincronizzazione del clock globale, un servizio di autenticazione e un file system distribuito DCE/DFS (file system).